# Sajkî, Nemîriv
Sajkî (în ucraineană Сажки) este un sat în comuna Kirova din raionul Nemîriv, regiunea Vinnița, Ucraina.

## Demografie
Componența lingvistică a localității Sajkî
     Ucraineană (99,29%)
     Alte limbi (0,71%)
Conform recensământului din 2001, majoritatea populației localității Sajkî era vorbitoare de ucraineană (99,29%), existând în minoritate și vorbitori de alte limbi.